# Agnes M. Sigurðardóttir
Pour les articles homonymes, voir Sigurðardóttir.
Agnes M. Sigurðardóttir, née le 19 octobre 1954 à Ísafjörður, est l'évêque luthérienne d'Islande.

## Biographie
Fille d'un pasteur luthérien et d'une sage-femme, Agnes M. Sigurðardóttir est diplômée en théologie de l'université d'Islande en 1981, l'année de son ordination à la prêtrise. Elle est, lors de son ordination en 1981, la troisième femme pasteur de l'Église d'Islande.
Elle a trois fils, a divorcé en 1996, et est grand-mère.
Agnes M. Sigurðardóttir est la première femme évêque luthérien de l'Islande, depuis 2012. Elle a été consacrée dans l'Hallgrímskirkja à Reykjavik le 24 juin 2012.
Elle a donné la consécration épiscopale à Solveig Lára Guðmundsdóttir, la deuxième femme à avoir été consacrée évêque en Islande, le 12 août 2012 dans la cathédrale de Hólar.